# Druelle Balsac
Druelle Balsac é uma comuna francesa na região administrativa da Occitânia, no departamento de Aveyron. Estende-se por uma área de 51,25 km². Em 2010 a comuna tinha 3 273 habitantes (densidade: 63,9 hab./km²).
A municipalidade foi estabelecida em 1 de janeiro de 2017 e consiste na fusão das antigas comunas de Druelle e Balsac.